# 북순환로
북순환로(北循環路)는 경상북도 안동시 상아동 안동역에서 안동시 이천동을 연결하는 도로이다. 용상동 · 안동댐 방면이나 안기동 방면 운전자들이 혼잡한 도심을 거치지 않고 국도 제35호선이나 국도 제5호선을 이용할 때 자주 이용한다.

## 주요 교차도로
- 국도 제5호선(제비원로)
- 국도 제35호선(퇴계로)